# Ładna historia
Ładna historia (fr. La belle aventure) – francuska komedia bulwarowa spółki autorskiej: Gastona Armana de Caillaveta, Roberta de Flersa i Étienne'a Reya. Prapremiera odbyła się w Paryżu w 1913 r.

## Treść
Helena de Trevillac tuż przed swoim ślubem dowiaduje się, że jest w niej zakochany hrabia Andrzej, a listy, w których wyznawał jej miłość, były przechwytywane przez jej ciotkę. Postanawia zerwać zaręczyny i uciec z Andrzejem. Zakochani ukrywają się w sypialni starej pani de Trevillac (babci Heleny), która myśli, że ma do czynienia z parą świeżo poślubionych małżonków. Tymczasem zjawia się zdradzony narzeczony, Walenty Le Barroyer i rozpętuje piekielną awanturę.

## Ekranizacje
- La belle aventure (1932, reż. Roger Le Bon, Reinhold Schünzel)[3]
- Das schöne Abenteuer (1932, reż. Reinhold Schünzel)[2]
- La belle aventure (1942, reż. Marc Allégret)[4]
- La bella avventura (1962, reż. Mario Landi)[5]
- La belle aventure (1971)[6]

## Ładna historiaw Polsce

### Przekład
Przekładu utworu na język polski dokonały: Zofia Wójcicka-Chylewska i Zofia Karczewska-Markiewicz.

### Inscenizacje (wybór)[9]
- Teatr Polski w Poznaniu (1919, reż. Jerzy Leszczyński)
- Teatr "Bagatela" w Krakowie (1921, reż. Jan Nowacki)
- Teatr Miejski w Bydgoszczy (1922, reż. Józef Karbowski)
- Teatr Nowy im. w Poznaniu 
  - (1924, reż. Gustaw Buszyński)
  - (1927, reż. Janusz Warnecki)
  - (1947, reż. Jerzy Śliwiński)
- Teatr Mały w Warszawie (1925, reż. Aleksander Węgierko)
- Zespół Objazdowy "Reduty" (1931)
- Teatr Miejski im. Juliusza Słowackiego w Krakowie (1933, reż. Juliusz Osterwa)
- Teatr Komedia w Warszawie (1943, reż. Stanisława Perzanowska)
- Teatr Polski w Bydgoszczy (1946, reż. Czesław Strzelecki)
- Teatr Województwa Kieleckiego (1946, reż. Ireneusz Erwan)
- Teatr Miejski w Świdnicy (1946, reż. Saturnin Żurawski)
- Teatr Ziemi Pomorskiej w Toruniu (1947, reż. Józef Maśliński)
- Teatr Miejski im. Juliusza Słowackiego w Opolu (1947, reż. Bronisław Broński)
- Teatry Miejskie w Częstochowie (1947, reż. Tadeusz Krotke)
- Teatr im. Wojciecha Bogusławskiego w Kaliszu (1947, reż. Stanisław Winiecki)
- Teatr Dolnośląski we Wrocławiu (1947, reż. Zdzisław Karczewski)
- Teatr Polski Bielsko-Cieszyn (1948, reż. Stanisław Dębicz)
- Teatr Polski w Szczecinie 
  - (1948, reż. Wacław Ścibor)
  - (1957, reż. Stefan Drewicz)

- Teatr Miejski w Sosnowcu (1948, reż. Stanisława Zbyszewska)
- Teatr Miejski w Jeleniej Górze (1948, reż. Stanisław Bryliński)
- Teatr "Wybrzeże" w Gdańsku (1957)
- Teatr Rozmaitości w Krakowie (1958, reż. Maria Biliżanka)
- Teatr im. Stefana Jaracza Olsztyn-Elbląg (1959, reż. Irma Czaykowska)
- Teatr im. Stefana Jaracza w Łodzi (1959, reż. Jerzy Walden)
- Teatr im. Stefana Żeromskiego w Kielcach (1960, reż. Stefania Domańska)
- Teatr im. Adama Mickiewicza w Częstochowie (1960, reż. Irma Czaykowska)
- Teatr Zagłębia w Sosnowcu (1965, reż. Antoni Słociński)
- Teatr Ziemi Mazowieckiej (1970, reż. Józef Słotwiński)

### Spektakl radiowy
W 1960 r. w Teatrze Polskiego Radia wyemitowano spektakl pt. Ładna historia (adaptacja i reżyseria Janusz Warnecki).

### Spektakle telewizyjne
- Ładna historia (1960)[10]
- Ładna historia (1980, reż. Edward Dziewoński)[8][11]
- Ładna historia (1994, reż Marek Gracz)[1][12]